# Ariana Paulina-Carabajal
Ariana Paulina-Carabajal (* 1977 in Córdoba) ist eine argentinische Wirbeltier-Paläontologin und Paläoneurologin.

## Leben
Paulina-Carabajal wurde in Córdoba geboren, wuchs jedoch in der patagonischen Stadt Bariloche auf, wo sie während ihrer Schulzeit in Kontakt mit der Asociación Paleontológica Bariloche kam. Sie schloss 2002 ihr Biologiestudium mit Schwerpunkt Paläontologie an der Facultad de Ciencias Naturales y Museo der Universidad Nacional de La Plata ab und wurde 2009 mit der Dissertation El neurocráneo de los Dinosaurios Theropoda de la Argentina: osteología y sus implicancias filogenéticas unter der Leitung von Zulma Brandoni de Gasparini und Philip J. Currie an derselben Einrichtung in den Naturwissenschaften zum Doktor promoviert. Der Beginn ihrer Karriere erfolgte am Museo Carmen Funes in Neuquén. Während ihrer Postdoc-Phase forschte sie bis 2011 am Labor von Currie an der University of Alberta. 2015 kehrte sie nach Bariloche zurück, wo sie als vom  CONICET geförderte wissenschaftliche Mitarbeiterin am INIBIOMA (Instituto de Investigaciones en Biodiversidad y Medioambiente) tätig war und im Mai 2018 geschäftsführende Leiterin des Museo Paleontológico Bariloche wurde.
Paulina-Carabajals Forschungsschwerpunkt liegt auf der Schädel- und Endokranialmorphologie von Dinosauriern, Flugsauriern und Crocodylomorpha.
Paulina-Carabajal leistete bedeutende Beiträge zur Reptilienpaläoneurologie in Argentinien und Südamerika. Sie führte mehr als 20 paläontologische Expeditionen durch, hauptsächlich in Patagonien, jedoch auch in den Vereinigten Staaten (darunter im  Dinosaur Provincial Park, Montana), der Mongolei und der Antarktis. Als eine der ersten argentinischen Paläoherpetologinnen suchte sie 2010 in der Wüste Gobi nach Dinosauriern und war 2011 an der Entdeckung des ersten Sauropoden in der Antarktis beteiligt. Seit 2012 ist sie Mitglied des Redaktionsausschusses der Fachzeitschrift Ameghiniana und seit 2017 der elektronischen Fachzeitschrift Publicación Electrónica de la Asociación Paleontológica. Zudem ist sie das einzige spanischsprachige Vorstandsmitglied der Jurassic Foundation (seit 2012).

## Erstbeschreibungen, an denen Ariana Paulina-Carabajal beteiligt war
- Allkaruen Codormiú, Paulina-Carabajal, Pol, Unwin & Rauhut, 2016
- Allkaruen koi Codormiú, Paulina-Carabajal, Pol, Unwin & Rauhut, 2016
- Bayomesasuchus Barrios, Paulina-Carabajal & Bona, 2016
- Bayomesasuchus hernandezi Barrios, Paulina-Carabajal & Bona, 2016
- Llukalkan Gianechini, Méndez, Filippi, Paulina-Carabajal, Juarez-Valieri & Garrido, 2021
- Llukalkan aliocranianus Gianechini, Méndez, Filippi, Paulina-Carabajal, Juarez-Valieri & Garrido, 2021